# Pieter-Steph du Toit
Pieter Stephanus du Toit (Ciudad del Cabo, 20 de agosto de 1992) es un jugador de rugby sudafricano, que juega de ala o segunda línea para la selección de rugby de Sudáfrica y, actualmente para el equipo de los Toyota Verblitz de la Japan Rugby League One.
Ha sido reconocido en dos ocasiones en su carrera, en 2019 y 2024, como mejor jugador de rugby del mundo.

## Trayectoria profesional
Du Toit formó parte de la selección de rugby sub-20 que ganó para Sudáfrica el Campeonato Mundial de Rugby Juvenil de 2012.
Su debut con la selección sudafricana se produjo en un partido contra Gales en el Millenium Stadium en Cardiff el 9 de noviembre de 2013. Ha formado parte de la selección sudafricana que ganó el bronce en la Copa del Mundo de Rugby de 2015 celebrada en Inglaterra.
Du Toit fue nombrado en el equipo de Sudáfrica para la Copa Mundial de Rugby de 2019. Sudáfrica ganó el torneo y derrotó a Inglaterra en la final. También fue convocado para la Copa Mundial de Rugby de 2023, la cual Sudáfrica ganó de nuevo de manera consecutiva al vencer en la final a Nueva Zelanda.
Ha sido galardonado con el premio al Mejor jugador de rugby del mundo en dos ocasiones, en 2019 y 2024.

#### Participaciones en Copas del Mundo
| Mundial                       | Sede       | Resultado     | PJ | Tries |
| ----------------------------- | ---------- | ------------- | -- | ----- |
| Copa Mundial de Rugby de 2015 | Inglaterra | Tercer puesto | 4  | 0     |
| Copa Mundial de Rugby de 2019 | Japón      | Campeón       | 5  | 1     |
| Copa Mundial de Rugby de 2023 | Francia    | Campeón       | 5  | 1     |

## Palmarés y distinciones notables
- Campeonato Mundial de Rugby Juvenil de 2012.
- Rugby Championship 2019.[3]
- Copa Mundial de Rugby de 2019[4] y de 2023
- Mejor Jugador del Mundo 2019.[5]
- Seleccionado para jugar con los Barbarians.
- Copa Mundial de Rugby 2023.
- Mejor Jugador del Mundo 2024.